# Atrichocera
Atrichocera är ett släkte av skalbaggar. Atrichocera ingår i familjen långhorningar.
Kladogram enligt Catalogue of Life:
| Atrichocera | \| \| Atrichocera celebensis \| \| \| \| \| \| Atrichocera laosensis \| \| \| \| \| \| Atrichocera moultoni \| \| \| \| |
|             | \| \| Atrichocera celebensis \| \| \| \| \| \| Atrichocera laosensis \| \| \| \| \| \| Atrichocera moultoni \| \| \| \| |
|             | Atrichocera celebensis                                                                                                  |
|             | |
|             | Atrichocera laosensis                                                                                                   |
|             | |
|             | Atrichocera moultoni |
|             | |